# ゴジラ (フランスのバンド)
ゴジラ（Gojira）は、フランス出身のヘヴィメタル・バンド。
ジョーとマリオのデュプランティエ兄弟が中心になり結成。スラッシュメタルやデスメタルを基調に置きつつも、テクニカルでプログレッシヴな要素を併せ持った独特な曲調を持つ。また、歌詞の多くは自然環境をテーマにしている。
当初、バンド名のスペルはバンド名の由来となっている日本の特撮怪獣ゴジラと同じ「Godzilla」だったが、法的な問題により2001年に「Gojira」に改名した。
2024年パリオリンピックの開会式に登場した際には、オペラ歌手のマリーナ・ヴィオッティの歌唱に合わせて演奏を行った。

## サイド・プロジェクト
ジョー・デュプランティエは、2007年に元セパルトゥラのカヴァレラ兄弟によるカヴァレラ・コンスピラシーに参加。しかし、ゴジラでの活動が忙しくなり、セカンド・アルバム『ブラント・フォース・トラウマ』のレコーディングには参加していない。

## メンバー

### 現在のメンバー
- ジョー・デュプランティエ（Joe Duplantier） - ボーカル、ギター（1996年 - ）
- クリスチャン・アンドルー（Christian Andreu） - ギター（1996年 - ）
- ジャン＝ミシェル・ラバディ（Jean-Michel Labadie） - ベース（1998年 - ）
- マリオ・デュプランティエ（Mario Duplantier） - ドラム（1996年 - ）

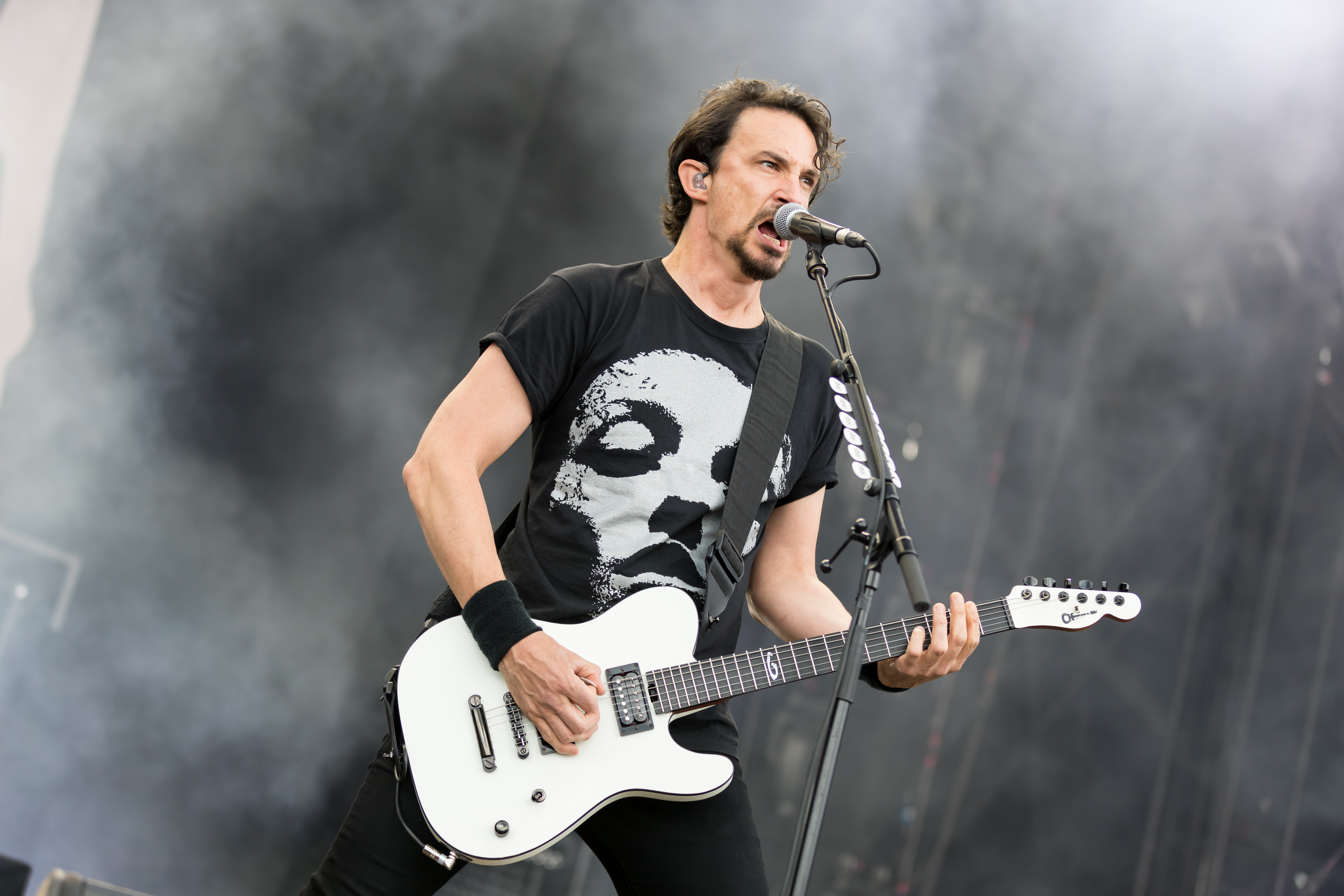
ジョー・デュプランティエ（Vo/G） 2017年
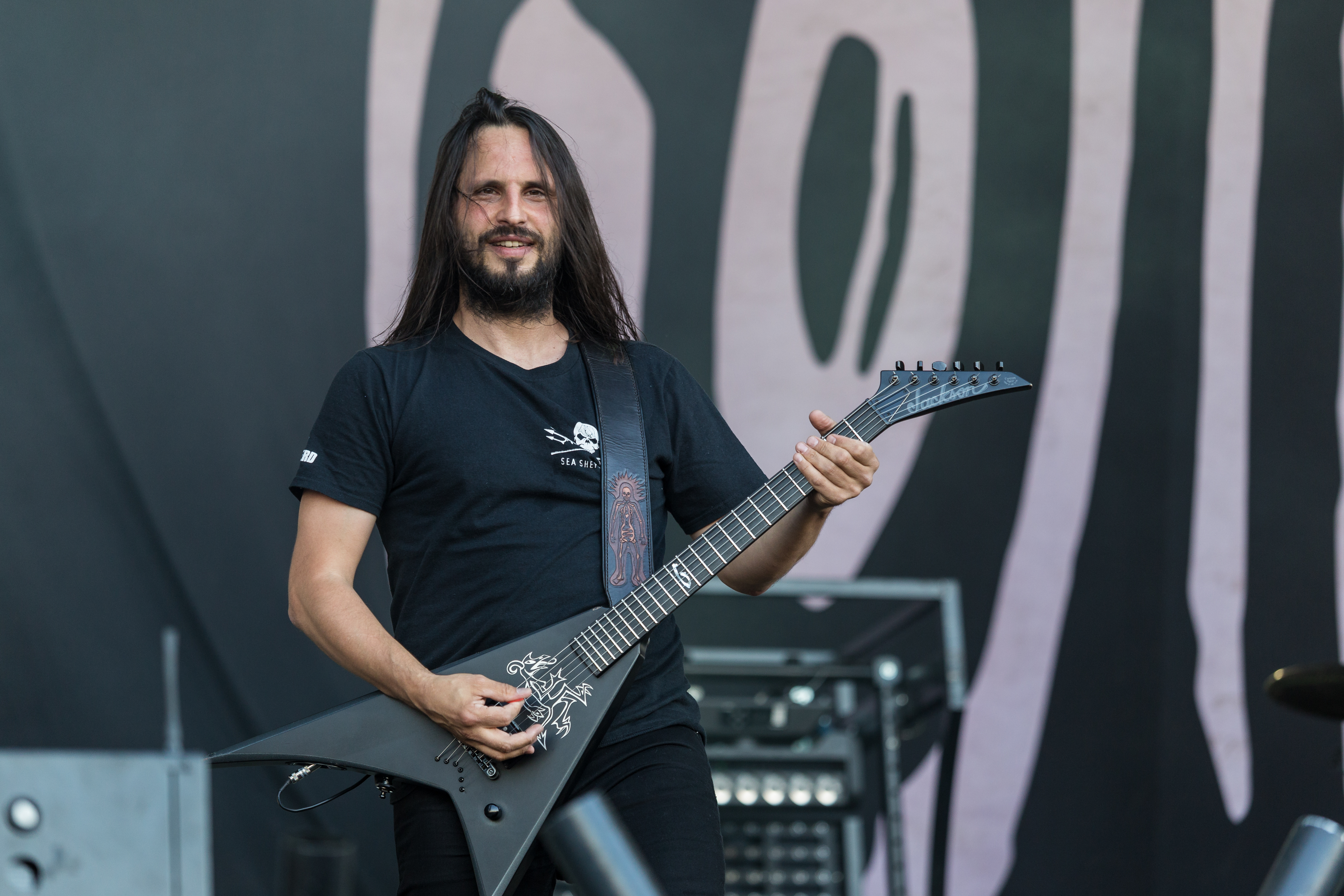
クリスチャン・アンドルー（G） 2017年
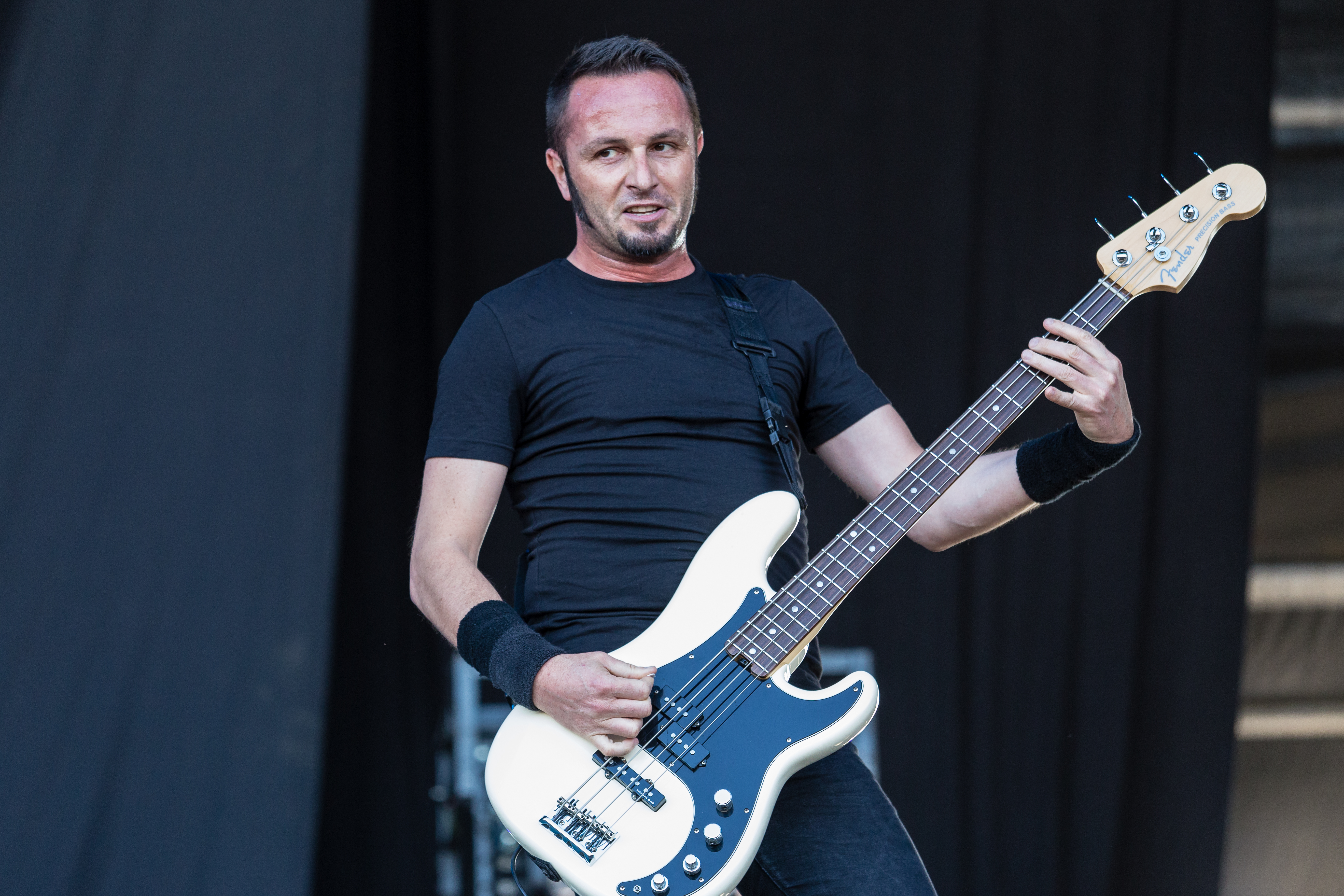
ジャン＝ミシェル・ラバディ（B） 2017年
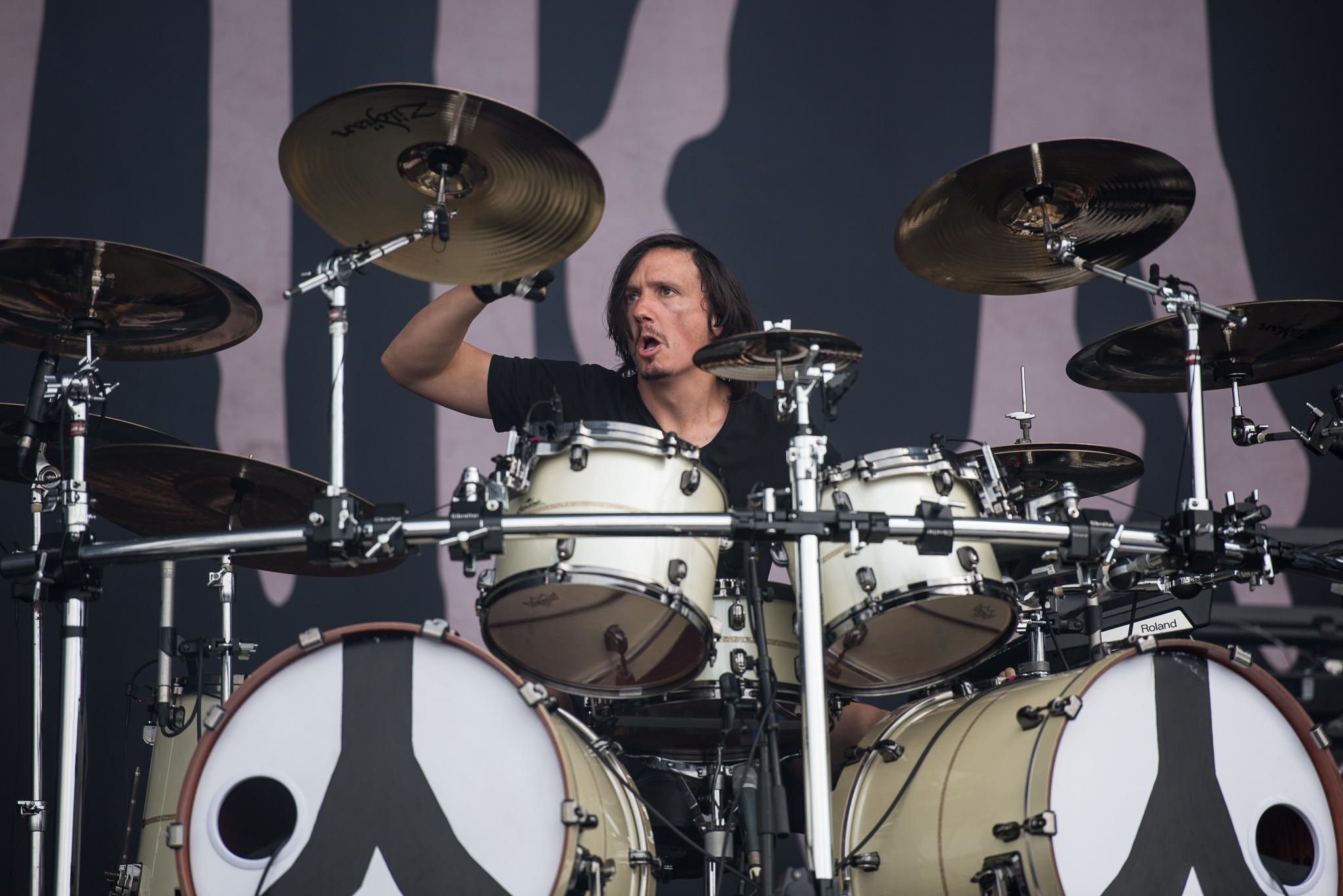
マリオ・デュプランティエ（Ds） 2017年

### 旧メンバー
- アレクサンドル・コルニヨン（Alexandre Cornillon） - ベース（1996年 - 1998年）

## ディスコグラフィ

### スタジオ・アルバム
- Terra Incognita（2001年）
- The Link（2003年）
- From Mars to Sirius（2005年）
- The Way of All Flesh（2008年）
- 『ランファン・ソヴァージュ〜野生の少年〜』 - L'Enfant Sauvage （2012年）
- Magma（2016年）
- 『フォーティチュード』 - Fortitude（2021年）

### ライブ・アルバム
- The Link Alive（2004年）
- The Flesh Alive（2012年）
- Les Enfants Sauvages（2014年）
- Rock in Rio 2015（2016年）

## 来日公演

### 2015年
- 10月6日：なんばHatch
- 10月8日：STUDIO COAST LOUD PARK15
- 10月10日：さいたまスーパーアリーナ

### 2022年
- 11月24日：Zepp Osaka Bayside
- 11月25日：豊洲PIT